# Championnats d'Afrique juniors d'athlétisme 1994
Navigation
Bouaké 1995
Les 1ers Championnats d'Afrique juniors d'athlétisme se déroulent du 6 au 8 juillet 1994 à Alger, en Algérie.
40 épreuves sont disputées, 21 masculines et 19 féminines.

## Tableau des médailles
- Pays organisateur (Algérie)

| Rang  | Nation         | Or | Argent | Bronze | Total |
| ----- | -------------- | -- | ------ | ------ | ----- |
| 1     | Afrique du Sud | 12 | 5      | 5      | 22    |
| 2     | Algérie        | 6  | 10     | 9      | 25    |
| 3     | Nigeria        | 5  | 4      | 1      | 10    |
| 4     | Éthiopie       | 4  | 5      | 5      | 14    |
| 5     | Kenya          | 4  | 3      | 1      | 8     |
| 6     | Maroc          | 3  | 2      | 7      | 12    |
| 7     | Égypte         | 1  | 4      | 2      | 7     |
| 8     | Burkina Faso   | 1  | 3      | 0      | 4     |
| 9     | Tunisie        | 1  | 2      | 5      | 8     |
| 10    | Ghana          | 1  | 1      | 0      | 2     |
| 11    | Namibie        | 1  | 0      | 3      | 4     |
| 12    | Seychelles     | 1  | 0      | 0      | 1     |
| 13    | Sénégal        | 0  | 1      | 0      | 1     |
| 14    | Mali           | 0  | 0      | 1      | 1     |
| Total | Total          | 40 | 40     | 39     | 119   |

## Résultats

### Garçons
| Épreuve                            | Or                                                                                | Or             | Argent                                                                             | Argent         | Bronze                                                                          | Bronze         |
| ---------------------------------- | --------------------------------------------------------------------------------- | -------------- | ---------------------------------------------------------------------------------- | -------------- | ------------------------------------------------------------------------------- | -------------- |
| 100 mètres                         | Deji Aliu (NGA)                                                                   | 10 s 61        | Rudolph Louw (RSA)                                                                 | 10 s 87        | Etienne Roux (RSA)                                                              | 10 s 89        |
| 200 mètres (Vent : +3,5 m/s)       | Deji Aliu (NGA)                                                                   | 21 s 34 w      | Jacques Sambou (SEN)                                                               | 21 s 85 w      | Liod Kgopong (RSA)                                                              | 21 s 92 w      |
| 400 mètres                         | Riaan Dempers (RSA)                                                               | 46 s 92        | Francis Obikwelu (NGA)                                                             | 47 s 22        | Adem Hecini (ALG)                                                               | 47 s 56        |
| 800 mètres                         | Bekele Banbere (ETH)                                                              | 1 min 48 s 43  | Elijah Maru (KEN)                                                                  | 1 min 48 s 63  | Mengesha Feyesa (ETH)                                                           | 1 min 49 s 60  |
| 1 500 mètres                       | Philip Mosima (KEN)                                                               | 3 min 44 s 52  | Ali Hakimi (TUN)                                                                   | 3 min 45 s 07  | Bekele Banbere (ETH)                                                            | 3 min 46 s 50  |
| 5 000 mètres                       | Daniel Komen (KEN)                                                                | 13 min 31 s 10 | Habte Jifar (ETH)                                                                  | 13 min 53 s 36 | Mohammed Amyn (MAR)                                                             | 13 min 54 s 36 |
| 10 000 mètres                      | Habte Jifar (ETH)                                                                 | 30 min 06 s 35 | Tekalegne Shewaye (ETH)                                                            | 30 min 06 s 76 | Abdellah Maaraf (MAR)                                                           | 30 min 24 s 29 |
| 110 mètres haies (Vent : +2,2 m/s) | Amine Harchouche (ALG)                                                            | 14 s 73 w      | Samir Bouabcha (ALG)                                                               | 15 s 55 w      | Non attribuée                                                                   | Non attribuée  |
| 400 mètres haies                   | Amine Harchouche (ALG)                                                            | 52 s 77        | Jaco Jonker (RSA)                                                                  | 52 s 92        | Faycal Kacemi (MAR)                                                             | 53 s 54        |
| 3 000 mètres steeple               | Irba Lakhal (MAR)                                                                 | 8 min 36 s 08  | Paul Chemase (KEN)                                                                 | 8 min 36 s 81  | Lemma Alemayehu (ETH)                                                           | 8 min 43 s 67  |
| 4 × 100 mètres                     | Afrique du Sud- Etienne Roux - Dirk Pretorius - Rudolph Louw - Riaan Dempers      | 41 s 12        | Algérie- Yacine Djellil - Fethi Jedai - Toufik Sekat - Djabir Saïd-Guerni          | 41 s 58        | Namibie- Elroy Diegaart - V. Rugen - T. Adwinga - Stephan Louw                  | 41 s 63        |
| 4 × 400 mètres                     | Afrique du Sud- Liod Kgopong - Pieter van Tonder - Dirk Pretorius - Riaan Dempers | 3 min 09 s 66  | Nigeria- Kunle Adejuyigbe - Wilson Ogbeide - Francis Obikwelu - Sylvester Omodiale | 3 min 10 s 37  | Algérie- Adem Hecini - Amine Harchouche - Mohamed-Lami Naamane - Yacine Djellil | 3 min 14 s 65  |
| Saut en hauteur                    | Younès Moudrik (MAR)                                                              | 2,12 m         | Abderrahmane Hammad (ALG)                                                          | 2,09 m         | Hassan Darwish (EGY)                                                            | 2,06 m         |
| Saut à la perche                   | Rafik Mefti (ALG)                                                                 | 4,50 m         | Mohamed Benyahia (ALG)                                                             | 4,40 m         | Mohamed Bédioui (TUN)                                                           | 4,00 m         |
| Saut en longjueur                  | François Coetzee (RSA)                                                            | 7,54 m         | Nabil Adamou (ALG)                                                                 | 7,35 m         | Younès Moudrik (MAR)                                                            | 7,31 m         |
| Triple saut                        | Nabil Adamou (ALG)                                                                | 14,91 m        | Assama Ibrahim (EGY)                                                               | 14,86 m        | Djamel Smichet (ALG)                                                            | 14,78 m        |
| Lancer du poids                    | Frantz Kruger (RSA)                                                               | 14,17 m        | Walid Jamil Mustapha (EGY)                                                         | 13,95 m        | Hisham El-Achmawi (EGY)                                                         | 13,26 m        |
| Lancer du disque                   | Frantz Kruger (RSA)                                                               | 55,86 m        | Hisham El-Achmawi (EGY)                                                            | 44,10 m        | Abderrazak Yahiaoui (ALG)                                                       | 43,38 m        |
| Lancer du marteau                  | Mohamed Karim Horchani (TUN)                                                      | 61,84 m        | Bounab Zaki (ALG)                                                                  | 51,08 m        | Samir Kacimi (ALG)                                                              | 48,84 m        |
| Lancer du javelot                  | Marius Corbett (RSA)                                                              | 74,42 m        | Chemseddine Bel Hadj Amor (TUN)                                                    | 59,12 m        | Fahem Bel Hadj Mabrouk (TUN)                                                    | 57,74 m        |
| Décathlon                          | Donny Magnan (SEY)                                                                | 6 360 pts      | Mohamed Halima Mansour (ALG)                                                       | 6 222 pts      | Mehdi Mekki (TUN)                                                               | 5 975 pts      |

### Filles
| Épreuve             | Or                                                                                           | Or             | Argent                                                                              | Argent         | Bronze                                                                 | Bronze         |
| ------------------- | -------------------------------------------------------------------------------------------- | -------------- | ----------------------------------------------------------------------------------- | -------------- | ---------------------------------------------------------------------- | -------------- |
| 100 mètres          | Philomena Mensah (GHA)                                                                       | 11 s 47        | Heide Seyerling (RSA)                                                               | 11 s 69        | Mercy Nku (NGA)                                                        | 11 s 71        |
| 200 mètres          | Heide Seyerling (RSA)                                                                        | 23 s 59        | Philomena Mensah (GHA)                                                              | 23 s 88        | Tamaryn Sawyer (RSA)                                                   | 24 s 09        |
| 400 mètres          | Olabisi Afolabi (NGA)                                                                        | 53 s 59        | Florence Ekpo-Umoh (NGA)                                                            | 54 s 25        | Yolande Venter (RSA)                                                   | 55 s 00        |
| 800 mètres          | Marie-Louise Henning (RSA)                                                                   | 2 min 05 s 82  | Kutre Dulecha (ETH)                                                                 | 2 min 07 s 79  | Shura Hotesa (ETH)                                                     | 2 min 07 s 81  |
| 1 500 mètres        | Sally Barsosio (KEN)                                                                         | 4 min 16 s 61  | Kutre Dulecha (ETH)                                                                 | 4 min 18 s 13  | Rose Cheruiyot (KEN)                                                   | 4 min 22 s 38  |
| 3 000 mètres        | Sally Barsosio (KEN)                                                                         | 8 min 53 s 40  | Rose Cheruiyot (KEN)                                                                | 9 min 04 s 80  | Birhan Dagne (ETH)                                                     | 9 min 10 s 47  |
| 10 000 mètres       | Birhan Dagne (ETH)                                                                           | 33 min 49 s 10 | Getenesh Tamirat (ETH)                                                              | 34 min 56 s 88 | Fatiha Klilech (MAR)                                                   | 36 min 11 s 13 |
| 100 mètres haies    | Adri van der Merwe (RSA)                                                                     | 13 s 95        | Nadine Fensham (RSA)                                                                | 14 s 07        | Willa van Schalkwyk (NAM)                                              | 15 s 12        |
| 400 mètres haies    | Ronelle Ullrich (RSA)                                                                        | 59 s 92        | Amina Belkrochi (MAR)                                                               | 60 s 24        | Adri van der Merwe (RSA)                                               | 60 s 84        |
| 4 × 100 mètres      | Nigeria- Mercy Nku - Endurance Ojokolo - Olabisi Afolabi - Florence Ekpo-Umoh                | 46 s 15        | Afrique du Sud- Tamaryn Sawyer - Ronelle Ullrich - Nadine Fensham - Heide Seyerling | 46 s 15        | Algérie- Baya Rahouli - Ahlam Allali - Nahida Touhami - Leila Kabouss  | 48 s 58        |
| 4 × 400 mètres      | Afrique du Sud- Yolande Venter - Marie-Louise Henning - Ronelle Ullrich - Adri van der Merwe | 3 min 45 s 25  | Nigeria- Mercy Nku - Endurance Ojokolo - Olabisi Afolabi - Florence Ekpo-Umoh       | 3 min 45 s 41  | Maroc- Nawel Benhamoun - Hasna Benhassi - M. Klilech - Amina Belkrochi | 3 min 57 s 42  |
| 5 000 mètres marche | Amsale Yakobe (ETH)                                                                          | 24 min 11 s 45 | Nagwa Ibrahim (EGY)                                                                 | 24 min 28 s 03 | Nadia El-Aaouni (MAR)                                                  | 26 min 22 s 71 |
| Saut en hauteur     | Orla Venter (NAM)                                                                            | 1,68 m         | Irène Tiendrébéogo (BUR)                                                            | 1,65 m         | Annerie De Klerk (NAM)                                                 | 1,60 m         |
| Saut en longueur    | Endurance Ojokolo (NGA)                                                                      | 5,56 m         | Baya Rahouli (ALG)                                                                  | 5,41 m         | Salimata Sylla (MLI)                                                   | 5,40 m         |
| Triple saut         | Baya Rahouli (ALG)                                                                           | 12,02 m        | Chantal Ouoba (BUR)                                                                 | 11,96 m        | Radia Mellal (ALG)                                                     | 11,15 m        |
| Lancer du poids     | Iman Mahrous (EGY)                                                                           | 11,99 m        | Saadia Amloud (MAR)                                                                 | 11,99 m        | Malika Hammou (ALG)                                                    | 11,03 m        |
| Lancer du disque    | Saadia Amloud (MAR)                                                                          | 43,46 m        | Malika Hammou (ALG)                                                                 | 34,20 m        | Nadia Saichi (ALG)                                                     | 29,80 m        |
| Lancer du javelot   | Malika Hammou (ALG)                                                                          | 39,78 m        | Marie-Antoinette Marchal (BUR)                                                      | 37,26 m        | Aïda Sellam (TUN)                                                      | 36,28 m        |
| Heptathlon          | Marie-Antoinette Marchal (BUR)                                                               | 4 793 pts      | Hamida Rahouli (ALG)                                                                | 4 235 pts      | Sana Drid (TUN)                                                        | 4 232 pts      |